# Adam-Troy Castro
Adam-Troy Castro (* 20. Mai 1960) ist ein US-amerikanischer Horror- und Science-Fiction-Autor.

## Leben
Castro begann seine Karriere als Schriftsteller im Jahr 1987 mit einem Sachtext im SPY-Magazin. Seine erste Prosaveröffentlichung war 1989 die Geschichte Clearance to Land in Pulphouse: The Hardback Magazine. In der Folge erschienen diverse Geschichten und Romane, unter anderem in Marvels Spider-Man-Universum. Insbesondere ist Castro für seine Andrea-Cort-Serie bekannt, deren erster Teil den Philip K. Dick Award gewann. Sein Roman Sturz der Marionetten (War of the Marionettes) erschien bisher (Stand: 2020) exklusiv in deutscher Übersetzung, obwohl eine Publikation auch auf Englisch geplant war.
Castro lebt in Florida und war mit Judi Beth Goodman (1963–2021) verheiratet, die als Judi B. Castro publizierte.

## Auszeichnungen
- 1994 Science Fiction Age Readers Poll für The Last Robot in der Kategorie „Story“
- 2000 Analog Award für The Astronaut from Wyoming als beste Erzählung
- 2002 Analog Award für Sunday Night Yams at Minnie and Earl’s als beste Erzählung
- 2007 Seiun Award für The Astronaut from Wyoming in der Kategorie „Translated Short Form“
- 2009 Philip K. Dick Award für Emissaries from the Dead
- 2012 Analog Award für With Unclean Hands als beste Erzählung
- 2017 Analog Award für The Coward’s Option als beste Erzählung
- 2018 Analog Award für The Unnecessary Parts of the Story als beste Kurzgeschichte

## Bibliografie
Die Serien sind nach dem Erscheinungsjahr des ersten Teils geordnet.
Vossoff and Nimmitz (Kurzgeschichten)
- Just a Couple of Sentients Sitting Around Talking (in: Science Fiction Age, September 1994)
- Just a Couple of Extinct Aliens Riding Around in a Limo (in: Science Fiction Age, January 1995)
- Just a Couple of Space Rogues Playing „Name That Tune“ (in: Science Fiction Age, November 1995)
- Just a Couple of Pastrami Sandwiches in a Living Room the Size of Infinity (in: Science Fiction Age, July 1996)
- Just a Couple of Highly Experimental Weapons Tucked Away Behind the Toilet Paper (in: Science Fiction Age, March 1997)
- Just a Couple of Freelance Strikebreakers (in: Science Fiction Age, May 1998)
- Just a Couple of Subversive Alien Warmongers Floating All Alone in the Night (in: Science Fiction Age, September 1998)
- Just a Couple of Ruthless Interstellar Assassins Discussing Real Estate Investments at a Twister Game the Size of a Planet (2002, in: Adam-Troy Castro: Vossoff and Nimmitz: Just a Couple of Idiots Reupholstering Space and Time)
- Vossoff and Nimmitz: Just a Couple of Idiots Reupholstering Space and Time (2002, Sammlung)

Marionettes (Kurzgeschichten)
- The Funeral March of the Marionettes (in: The Magazine of Fantasy & Science Fiction, July 1997)
- The Tangled Strings of the Marionettes (in: The Magazine of Fantasy & Science Fiction, July 2003)

Spider-Man-Romane
- The Stalking of John Doe (1997, in: Stan Lee und Kurt Busiek (Hrsg.): Untold Tales of Spider-Man)
- Time’s Arrow: The Present (X-Men & Spider-Man #2, 1998; mit Tom DeFalco)
- The Revenge of the Sinister Six (2000)
- The Secret of the Sinister Six (2002)

Spider-Man – The Sinister Six:
- 1 The Gathering of the Sinister Six (1999)
- 2 Revenge of the Sinister Six (2001)
- 3 Secret of the Sinister Six (2002)
- The Sinister Six Combo (2004, Sammelausgabe)

Minnie and Earl’s (Kurzgeschichten)
- Sunday Night Yams at Minnie and Earl’s (Kurzroman in: Analog Science Fiction and Fact, June 2001)
- Gunfight on Farside (in: Analog Science Fiction and Fact, April 2009)
- The Gorilla in a Tutu Principle or, Pecan Pie at Minnie and Earl’s (in: Analog Science Fiction and Fact, September-October 2019)

Andrea Cort
Romane:
- Unseen Demons (in: Analog Science Fiction and Fact, July-August 2002)
- Emissaries from the Dead (2008; auch: Emissaries From the Dead)
  - Deutsch: Halbgeist. Übersetzt von Frauke Meier. Bastei Lübbe (Bastei-Lübbe-Taschenbuch #28536), Bergisch Gladbach 2009, ISBN 978-3-404-28536-5.
- The Third Claw of God (2009)
  - Deutsch: Die dritte Klaue Gottes. Übersetzt von Frauke Meier. Bastei Lübbe Science Fiction & Fantasy #28541, 2010, ISBN 978-3-404-28541-9.
- War of the Marionettes (nicht erschienen)
  - Deutsch: Sturz der Marionetten. Übersetzt von Frauke Meier. Bastei Lübbe (Bastei-Lübbe-Taschenbuch #28546), 2010, ISBN 978-3-404-28546-4.

Kurzgeschichten:
- Hiding Place (in: Analog Science Fiction and Fact, April 2011)
- With Unclean Hands (in: Analog Science Fiction and Fact, November 2011)
- Tasha’s Fail-Safe (in: Analog Science Fiction and Fact, March 2015)
- The Coward’s Option (in: Analog Science Fiction and Fact, March 2016)
- The Coward’s Option / Tasha’s Fail-Safe (2017)

Draiken (Kurzgeschichten):
- Sleeping Dogs (in: Analog Science Fiction and Fact, July-August 2015)
- The Soul Behind the Face (in: Analog Science Fiction and Fact, October 2016)
- Blurred Lives (in: Analog Science Fiction and Fact, January-February 2018)
- A Stab of the Knife (in: Analog Science Fiction and Fact, July-August 2018)
- The Savannah Problem (in: Analog Science Fiction and Fact, January-February 2019)

Gustav Gloom (Romane)
- 1 Gustav Gloom and the People Taker (2012)
- 2 Gustav Gloom and the Nightmare Vault (2013)
- 3 Gustav Gloom and the Four Terrors (2013)
- 4 Gustav Gloom and the Cryptic Carousel (2014)
- 5 Gustav Gloom and the Inn of Shadows (2015)
- 6 Gustav Gloom and the Castle of Fear (2016)

Romane
- Atlanta Nights (2005; Gemeinschaftsarbeit mit zahlreichen anderen Autoren)
- The Shallow End of the Pool (2008)
- Fake Alibis (2009; mit Caren Kennedy und Frank Sibila)

Sammlungen
- Lost in Booth Nine (1993)
- An Alien Darkness (2000)
- A Desperate, Decaying Darkness (2000)
- Tangled Strings (2003)
- Her Husband’s Hands and Other Stories (2014)

Kurzgeschichten
1989:
- Clearance to Land (in: Pulphouse: The Hardback Magazine, Issue 5: Fall 1989)

1992:
- Synchronicity (1992, in: Pulphouse: A Fiction Magazine, #17 1994)
- The Last Robot (in: Science Fiction Age, November 1992)

1993:
- Scars: A Romance in Seven Acts (1993, in: Bizarre Bazaar #2)
- Girl in Booth Nine (1993, in: Adam-Troy Castro: Lost in Booth Nine)
- Metastasis (1993, in: Pulphouse, The Hardback Magazine: Issue Twelve, The Last Issue)
- Miracle Drug (1993, in: Adam-Troy Castro: Lost in Booth Nine)
- Peepshow (1993, in: Adam-Troy Castro: Lost in Booth Nine)
- The Pussy Expert (1993, in: Adam-Troy Castro: Lost in Booth Nine)
- The Telltale Head (1993, in: Ramsey Campbell (Hrsg.): Horror Writers of America Present Deathport)
- Close (1993, in: John Gregory Betancourt und Byron Preiss (Hrsg.): The Ultimate Witch)
- The House of Nails (1993, in: Richard Singer und Joy Oestreicher (Hrsg.): Air Fish)
- Playing with Dogs (in: Pulphouse: A Fiction Magazine, #15 1993)

1994:
- Jesus Used a Paper Cup (1994, in: Richard Gilliam, Martin H. Greenberg und Edward E. Kramer (Hrsg.): Grails: Visitations of the Night)
- The Slow Hit (1994, in: Richard Gilliam, Thomas R. Hanlon und Martin H. Greenberg (Hrsg.): South from Midnight)
- Messenger (1994, in: Carol Serling (Hrsg.): Return to the Twilight Zone)
- Cerile and the Journeyer (1994)
- Death Rents a Video (in: Pulphouse: A Fiction Magazine, #17 1994)
- Razorface Did That! (1994, in: Midnight Graffiti, Winter 1994/95)
- Vend-A-Witch (1994)

1995:
- Ego to Go (in: The Magazine of Fantasy & Science Fiction, January 1995)
- Baby Girl Diamond (1995, in: Carol Serling (Hrsg.): Adventures in the Twilight Zone)
- Crucifixion (1995, in: Stefan Dziemianowicz, Robert Weinberg und Martin H. Greenberg (Hrsg.): 100 Vicious Little Vampire Stories; mit Jerry Oltion)
- Ragz (1995, in: Stefan Dziemianowicz, Robert Weinberg und Martin H. Greenberg (Hrsg.): 100 Vicious Little Vampire Stories)
- The Hand Inside (1995, in: Esther M. Friesner und Martin H. Greenberg (Hrsg.): Blood Muse)

1996:
- The Good, the Bad, and the Danged (1996, in: Martin H. Greenberg und Norman Partridge (Hrsg.): It Came from the Drive-In)
- Locusts (in: The Magazine of Fantasy & Science Fiction, February 1996)
- Connect the Dots (1996, in: Stan Lee (Hrsg.): The Ultimate Super-Villains)
- Neither Rain Nor Sleet (in: The Magazine of Fantasy & Science Fiction, August 1996)
- The Way Things Ought to Be (1996, in: Laura Anne Gilman und Keith R. A. DeCandido (Hrsg.): Otherwere: Stories of Transformation)
- Curse of the Phlegmpire (1996, in: Jerry Oltion (Hrsg.): Buried Treasures: An Anthology of Unpublished Pulphouse Stories)
- Masterpiece (1996, in: Jerry Oltion (Hrsg.): Buried Treasures: An Anthology of Unpublished Pulphouse Stories)
- The Face of the Enemy (1996, in: Kathy Ice (Hrsg.): Distant Planes)
- Family Album (1996, in: John Pelan (Hrsg.): Darkside: Horror for the Next Millennium)

1997:
- Crucifixion2 (1997, in: Ken Abner (Hrsg.): Terminal Frights; mit Jerry Oltion)
- What Happened Next (1997, in: Josepha Sherman und Keith R. A. DeCandido (Hrsg.): Urban Nightmares)

1998:
- Epilogue: Yes, We Did Say Chicks! (1998, in: Esther M. Friesner (Hrsg.): Did You Say Chicks?!)
- Crisis on Ward H! (in: The Magazine of Fantasy & Science Fiction, October-November 1998)
- The Death of Love (1998, in: Stefan Dziemianowicz, Robert Weinberg und Martin H. Greenberg (Hrsg.): Horrors! 365 Scary Stories: Get Your Daily Dose of Terror)
- The Second Time Around (1998, in: Stefan Dziemianowicz, Robert Weinberg und Martin H. Greenberg (Hrsg.): Horrors! 365 Scary Stories: Get Your Daily Dose of Terror)
- Suds (1998, in: Stefan Dziemianowicz, Robert Weinberg und Martin H. Greenberg (Hrsg.): Horrors! 365 Scary Stories: Get Your Daily Dose of Terror)
- Vocabulary (1998, in: Stefan Dziemianowicz, Robert Weinberg und Martin H. Greenberg (Hrsg.): Horrors! 365 Scary Stories: Get Your Daily Dose of Terror)
- The Well (1998, in: Stefan Dziemianowicz, Robert Weinberg und Martin H. Greenberg (Hrsg.): Horrors! 365 Scary Stories: Get Your Daily Dose of Terror)
- Windshield (1998, in: Stefan Dziemianowicz, Robert Weinberg und Martin H. Greenberg (Hrsg.): Horrors! 365 Scary Stories: Get Your Daily Dose of Terror)

1999:
- Fuel (1999, in: Whitley Strieber (Hrsg.): Whitley Strieber’s Aliens)
- The Astronaut from Wyoming (in: Analog Science Fiction and Fact, July-August 1999; mit Jerry Oltion)

2000:
- The Magic Bullet Theory (2000, in: Jason Bovberg und Kirk Whitham (Hrsg.): Skull Full of Spurs: A Roundup of Weird Westerns)
- Batman and Robin Murder Mystery — Solved! (2000, in: Adam-Troy Castro: An Alien Darkness)
- Dead Like Me (2000, in: Adam-Troy Castro: A Desperate, Decaying Darkness)
- Field Trip (2000, in: Adam-Troy Castro: A Desperate, Decaying Darkness)
- From Hell It Came (2000, in: Adam-Troy Castro: A Desperate, Decaying Darkness)
- Guy Who Could Make These, Like, Really Amazing Armpit Noises, and Why He Was Contemplating Hippopotami at the Top of Mount Everest (2000, in: Adam-Troy Castro: An Alien Darkness)
- The Juggler (2000, in: Adam-Troy Castro: A Desperate, Decaying Darkness)
- The Last Straw (2000, in: Adam-Troy Castro: A Desperate, Decaying Darkness)
- MS. Found Paper-Clipped to a Box of Jujubes (2000, in: Adam-Troy Castro: An Alien Darkness)
- Toy (2000, in: Adam-Troy Castro: A Desperate, Decaying Darkness)
- The Trouble with Eyeballs (2000, in: Adam-Troy Castro: A Desperate, Decaying Darkness)
- Woo-Woo Vengeance (2000, in: Adam-Troy Castro: An Alien Darkness)

2003:
- Of a Sweet Slow Dance in the Wake of Temporary Dogs (2003, in: Keith R. A. DeCandido (Hrsg.): Imaginings: An Anthology of Long Short Fiction)
- The Adventure of the Garrulous Codger (2003, in: Jerry Oltion (Hrsg.) und Adam-Troy Castro: With Stars in Their Eyes)

2004:
- Fantasy Room (2004, in: Jeanne Cavelos (Hrsg.): The Many Faces of Van Helsing)

2005:
- Good for the Soul (in: Cemetery Dance, #53, 2005)

2006:
- After the Protocols (in: Helix, Summer 2006)

2008:
- The Night of the Living POTUS (in: Helix, Winter 2008)
- The Shallow End of the Pool (2008)
- After the Ice (2008, in: Keith Gouveia (Hrsg.): Bits of the Dead: A Zombie Anthology)

2009:
- Among the Tchi (in: Analog Science Fiction and Fact, May 2009)

2010:
- Arvies (in: Lightspeed, August 2010)
- The Anteroom (2010, in: John Joseph Adams (Hrsg.): The Living Dead 2)
- Pieces of Ethan (2010, in: John Skipp (Hrsg.): Werewolves and Shapeshifters: Encounters with the Beast Within)

2011:
- Cherub (2011, in: John Skipp (Hrsg.): Demons: Encounters with the Devil and His Minions, Fallen Angels, and the Possessed)
- Her Husband’s Hands (in: Lightspeed, October 2011)

2012:
- Our Human (2012)
- During the Pause (in: Apex Magazine, September 2012)
- My Wife Hates Time Travel (in: Lightspeed, September 2012)

2013:
- The Boy and the Box (in: Lightspeed, July 2013)

2014:
- The Thing About Shapes to Come (in: Lightspeed, January 2014)
- The Totals (in: Nightmare Magazine, February 2014)
- Hide and Shriek (2014, in: Toni L. P. Kelner und Charlaine Harris (Hrsg.): Games Creatures Play)
- In the Temple of Celestial Pleasures (in: Nightmare Magazine, May 2014)
- The New Provisions (in: Lightspeed, July 2014)

2015:
- Down Please: The Only Recorded Adventure of Lars Fouton, Captain’s Lift Operator on the Starship Magnificent (in: Analog Science Fiction and Fact, April 2015)
- Evangelist (in: Analog Science Fiction and Fact, November 2015)

2016:
- The Old Horror Writer (in: Nightmare Magazine, May 2016)
- The Assassin’s Secret (in: Lightspeed, August 2016)
- Four Haunted Houses (in: Nightmare Magazine, September 2016)
- Framing Mortensen (2016, in: John Joseph Adams und Douglas Cohen (Hrsg.): What the #@&% Is That?: The Saga Anthology of the Monstrous and the Macabre)
- The Refrigerator in the Girlfriend (2016, in: Jaym Gates und Monica Valentinelli (Hrsg.): Upside Down: Inverted Tropes in Storytelling)

2017:
- The Whole Crew Hates Me (in: Lightspeed, January 2017)
- Death Every Seventy-Two Minutes (in: Lightspeed, March 2017)
- Shakesville (in: Analog Science Fiction and Fact, March-April 2017; mit Alvaro Zinos-Amaro)
- Q & A (2017, in: Bob Brown und Irene Radford (Hrsg.): Alternative Truths)
- Unfamiliar Gods (2017, in: John Joseph Adams (Hrsg.): Cosmic Powers; mit Judi B. Castro)
- James, in the Golden Sunlight of the Hereafter (in: Lightspeed, May 2017)
- The Narrow Escape of Zipper-Girl (in: Nightmare Magazine, June 2017)
- A Touch of Heart (in: Lightspeed, July 2017; mit Alvaro Zinos-Amaro)
- What I Told My Little Girl About the Aliens Preparing to Grind Us Into Hamburgers (in: Lightspeed, October 2017)
- The Mouth of the Oyster (2017, in: Beneath Ceaseless Skies, #239; mit Alvaro Zinos-Amaro)
- Sleeping Dogs (2017)

2018:
- The Streets of Babel (in: Lightspeed, January 2018)
- Pitcher Plant (in: Nightmare Magazine, April 2018)
- A Place Without Portals (in: Lightspeed, April 2018)
- Red Rain (in: Nightmare Magazine, June 2018)
- Greetings, Humanity! Welcome to Your Choice of Species! (in: Lightspeed, July 2018)
- The Last to Matter (in: Lightspeed, Issue 100, September 2018)
- The Unnecessary Parts of the Story (in: Analog Science Fiction and Fact, September-October 2018)
- The Ten Things She Said While Dying: An Annotation (in: Nightmare Magazine, Issue 75, December 2018)

2019:
- Survey (in: The Magazine of Fantasy & Science Fiction, January/February 2019)
- Example (in: Nightmare Magazine, Issue 78, March 2019)
- The Hour In Between (2019, in: Richard Chizmar (Hrsg.): Shivers VIII)
  - Deutsch: Die Stunde dazwischen. In: Richard Chizmar (Hrsg.): Shivers VIII: Neue Horrorgeschichten. Buchheim Cemetery Dance Germany #2, 2019.
- Genesis for Dyslexics (in: Amazing Stories, Fall 2019)

Anthologien
- With Stars in Their Eyes (2003; mit Jerry Oltion (Hrsg.))

Sachliteratur
- The Unauthorized Harry Potter: Everything You Ever Wanted to Know about the Harry Potter Series (2006)
- V Is for Vampire: An Illustrated Alphabet of the Undead (2011)
- Z Is for Zombie: An Illustrated Guide to the End of the World (2011; mit Johnny Atomic)